# Beleg van Santarém (1184)
Het Beleg van Santarém duurde van juni 1184 tot juli 1184. In het voorjaar van 1184 verzamelde Abu Yaqub Yusuf een leger, stak de Straat van Gibraltar over en marcheerde naar Sevilla. Vanaf daar trokken zijn troepen naar Badajoz en gingen ze naar het westen om Santarém te belegeren, dat werd verdedigd door Afonso I van Portugal. Bij het horen van de aanval van Abu Yusuf marcheerde Ferdinand II van León met zijn troepen naar Santarém om zijn schoonvader Afonso I te steunen.

## Dood van Yusuf
Ervan overtuigd dat hij voldoende troepen had om het beleg te handhaven, stuurde Abu Yusuf orders voor een deel van zijn leger om naar Lissabon te marcheren en ook die stad te belegeren. De bevelen werden verkeerd geïnterpreteerd en zijn leger, dat grote contingenten mannen de strijd zag verlaten, raakte in de war en begon zich terug te trekken. Bij een poging zijn troepen te verzamelen werd Abu Yusuf geraakt door een kruisboogpijl; hij stierf op 29 juli 1184.

## Pauselijke erkenning
De overwinning in Santarém was een belangrijke prestatie voor Afonso I. Paus Alexander III erkende hem formeel als rex Portugalensium.